# Иоганн Эстикампиан

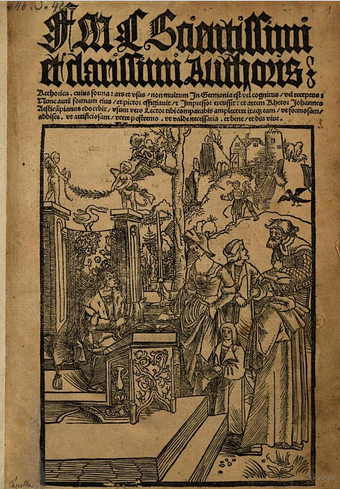
Rethorica cujus … artem Johannas (Rhagius) Aesticampianus edocebit …, 1509, Johannes Aesticampianus

Иога́нн Эстикампиан, настоящее серболужицкое имя — Ян Рак, другие немецкие варианты — Иоганн Рак, Ганс Рак (н.-луж. Jan Rak, лат. Johannes Rhagius Aesticampianus; нем. Johannes Rack, Hans Rack, 1437 года, Зоммерфельд, Ноймарк, Бранденбург — 31 мая 1520 года, Виттенберг, маркграфство Бранденбург) — немецкий профессор, гуманист, теолог, писатель серболужицкого происхождения. Основатель латинской школы в Котбусе.
Родился в 1457 году в городе Зоммерфельд (современный польский город Любско) в серболужицкой семье Мата Рака, отец которого был главой города Зоммерфельд. В 1491 году поступил в Краковский университет, где изучал естественную историю и астрономию. В 1499 году совершил путешествие, посетив Венецию, Вену, Падую и Рим. Изучал древнегреческий язык в Болонье в классе итальянского гуманиста Филиппо Бероальдо.
С 1506 года — профессор риторики и поэзии в университете Виадрина во Франкфурте-на-Одере. Получил научную докторскую степень в Риме. С 1512 года преподавал древнегреческий язык в Париже и с 1513 года читал лекции в Кёльнском университете. В 1514 году открыл Латинскую школу в Котбусе. В 1517 году преподавал философию Плиния в университете Виттенберга.
В 1519 году заболел и скончался в мае 1520 года.

## Сочинения
- Petri Heliae grammatica c. comment Joh. Sommerfelt Argent. 1499.
- Carmina Aesticampiani mit dem Versiculi Theodorici Gresmundi. Straßburg, 1502.
- Epigrammata Johannis Aesticampiani mit Carmen Huttens. Leipzig, 1507.
- Grammatica Martiani foelicis Capelle. Frankfurt an der Oder, 1507.
- Tabula Cebetis Philosophi Socratici, cum Jo. Aesticampiani Epistola, Impr. Frankfurt an der Oder, 1507.
- Septem divi Hieronymi epistolae… cum Johanni Aesticampiani carmine Leipzig 1508;
- C. Plinii Secundi Veronensis ad Titum Vespasianum in Libros naturalis historiae Epistola cum praefatione J. A. Rhetoris et poetae Laureati. Leipzig, 1508.
- Germania des Tacitus. Leipzig, 1509.
- Marciani Capellae Rhetorica, cum Jo. Rhagii verbosa praefatione. Leipzig, 1509.
- M. Tullii Ciceronis de Oratrore libri III. Etc. Praefatus est Jo. Rhagius Aesticampianus Theologus, ad Vitum Werlerum Sulzfeldensem, editorem. Leipzig, 1515.
- Modus epistolandi Magistri Johannis Aesticampiani. Vienna, 1515.
- Aurelii Augustini libellus de Vita christiana. Leipzig, 1518.
- Augustini libellus de vita Christiana Leipzig, 1518.
- Carmen de Lusatia, quod Melanchthon Basileam, ut excuderetur, miserat, nescio quo fato periit, et nondum repertum est. n.p., n.d.
- Hymnus in laudem Barbarae. n.p., n.d.
- Commentarius in Grammaticam Marciani Capellae, et Donati figuras.
- Libanii graeci declamatoris disertissimi, beati Johannis Chrysostomi praeceptoris, Epistolae, cum adjectis Johannis Summerfelt argumentis et emendatione et castigatione clarissimis.